# Uppvisningssport
Uppvisningssport är en sport i vilken man arrangerar tävlingar för att marknadsföra själva sporten, framförallt vid olympiska spelen men även vid andra sportarrangemang.
Uppvisningsgrenar introducerades officiellt vid olympiska spelen i Stockholm 1912, då glima var med som demonstrationssport. Medaljer delades ut men räknades inte med i den officiella medaljfördelningen.
De flesta arrangörsländer brukar ha med minst en demonstrationsgren vid spelen, vanligtvis en sport som är typisk för värdlandet, som baseboll vid olympiska spelen i Los Angeles 1984 och taekwondo vid olympiska spelen i Seoul 1988. Medaljer delas ut även i uppvisningssporterna, vanligtvis har medaljerna samma formgivning som de riktiga medaljerna men är mindre till formatet. Medaljerna i uppvisningsgrenarna räknas aldrig in i den officiella medaljstatistiken.
Över 50 uppvisningssporter har förekommit vid sommar- och vinter-OS genom åren, varav ett tiotal senare har införts som riktiga medaljgrenar, exempelvis tennis, badminton och taekwondo. Sedan 1994 har IOK slutat att arrangera uppvisningssporter vid olympiska spelen.

## Lista över uppvisningssporter
Följande sporter och grenar har varit uppvisningssporter vid olympiska spelen, och har aldrig lagts till det officiella programmet.

### Olympiska sommarspelen
| - Amerikansk fotboll (1904 och 1932) - Australisk fotboll (1956) - Luftballong (1900) - Bowling (1988) - Boule (1900) - Budo (1964) - Boboll (1952) |  | - Glima (1912) - Segelflygning (1936) - Kaatsen (1928) - Korfball (1920 and 1928) - Canne de combat (1924) - Livräddning med surfbräda (1900) - Longue paume (1900) |  | - Motorsport (1900) - Rullskridskohockey (1992) - Savate (1924) - Linggymnastik (1948) - Styrketräning med hantlar (1904) - Vattenskidor (1972) |

Segelflygning var uppgraderad till en officiell sport för olympiska sommarspelen 1940, men spelen ställdes in på grund av andra världskriget och sporten uppgraderades aldrig.

### Olympiska vinterspelen
| - Bandy (1952) - Skidåkning för rörelsehindrade (1984 och 1988) - Isstock (1936, 1964) |  | - Militärpatrull (1928, 1936 och 1948) - Acroski (1988 och 1992) - Skidkörning (1928) |  | - Slädhundsrace (1932) - Speedskiing (1992) - Vinterfemkamp (1948) |

Militärpatrull var en officiell sport 1924, men IOK räknar dessa till skidskytte. Acroski, även kallad skidballet, är en gren som sorterade under skidsporten freestyle.